# دايفيد كاسل
دايفيد كاسل (بالألمانية: David Cassel)‏ (و. 1818 – 1893 م) هو مؤرخ، وفيلسوف، وأستاذ جامعي ألماني، توفي في برلين، عن عمر يناهز 75 عاماً.

## التعليم
تعلم في جامعة هومبولت في برلين.